# 15629 Sriner
15629 Sriner eller 2000 HK53 är en asteroid i huvudbältet som upptäcktes den 29 april 2000 av LINEAR i Socorro County, New Mexico. Den är uppkallad efter Kimberly A. Sriner.
Asteroiden har en diameter på ungefär 6 kilometer.